# NGC 5900
NGC 5900 est une galaxie spirale vue par la tranche et située dans la constellation du Bouvier. Sa vitesse par rapport au fond diffus cosmologique est de 2 599 ± 8 km/s, ce qui correspond à une distance de Hubble de 33,3 ± 2,7 Mpc (∼109 millions d'al). NGC 5900 a été découverte par l'astronome germano-britannique William Herschel en 1787.
La classe de luminosité de NGC 5900 est II et elle présente une large raie HI. Elle renferme également des régions d'hydrogène ionisé. La luminosité de NGC 5900 dans l'infrarouge lointain (de 40 à 400 µm) est égale à 3,47 × 1010 {\displaystyle L_{\odot }} (1010,54{\displaystyle L_{\odot }}) et sa luminosité totale dans l'infrarouge (de 8 à 1 000 µm) est de 4,27 × 1010 {\displaystyle L_{\odot }} (1010,63{\displaystyle L_{\odot }}).
À ce jour, plus d'une dizaine de mesures non basées sur le décalage vers le rouge (redshift) donnent une distance de 56,342 ± 9,645 Mpc (∼184 millions d'al), ce qui est à l'extérieur des valeurs de la distance de Hubble. Notons cependant que c'est avec la valeur moyenne des mesures indépendantes, lorsqu'elles existent, que la base de données NASA/IPAC calcule le diamètre d'une galaxie et qu'en conséquence le diamètre de NGC 5900 pourrait être d'environ 20,6 kpc (∼67 200 al) si on utilisait la distance de Hubble pour le calculer.